# Live and Let Die (Wings)
Live and Let Die è un singolo discografico dei Wings, pubblicato nel 1973. Il brano principale fa parte della colonna sonora del film Agente 007 - Vivi e lascia morire del 1973. Scritta da Paul e Linda McCartney ed eseguita dalla band di McCartney, i Wings, e inclusa anche nell'album omonimo, è stato uno dei maggiori successi del gruppo e il maggior successo per i temi di James Bond fino a quel punto. Commissionata esplicitamente per il film, riunì nel lavoro Paul McCartney con il produttore George Martin, che produssero la canzone e arrangiarono insieme le parti di orchestra nel brano.

## Storia
Dopo che George Martin fu scelto per dirigere i lavori per la colonna sonora del nuovo film di James Bond, Paul McCartney si offrì di comporre la canzone principale, e così gli Wings registrarono una demo di Live and Let Die. Tuttavia, il produttore del film, Harry Saltzman, preferiva avere un'artista africana per eseguire la canzone invece che gli Wings. Martin rispose che McCartney avrebbe permesso di usare la canzone solo se gli Wings avessero eseguito il brano per i titoli d'apertura. Saltzman, che in precedenza aveva rifiutato di produrre il film A Hard Day's Night, decise di non ripetere l'errore una seconda volta, e accettò. Una seconda versione del brano, eseguita da B. J. Arnau, appare nel film. Questa versione appare anche nel relativo album di colonna sonora, in un medley contenente due composizioni di George Martin, Fillet of Soul - New Orleans e Fillet of Soul - Harlem.
Gli Wings registrarono Live and Let Die durante le sessioni dell'album Red Rose Speedway. Precisamente, il brano venne inciso agli AIR Studios di Londra, nell'ottobre 1972 e vi contribuì anche Ray Cooper alle percussioni. Il singolo raggiunse la 2ª posizione negli Stati Uniti e 9ª nel Regno Unito. Nonostante il precedente singolo di McCartney My Love fosse stato accreditato a Paul McCartney & Wings, l'etichetta di Live and Let Die riportava semplicemente "Wings". Questo perché il lato B del singolo, I Lie Around, non era cantato da Paul, ma invece dal chitarrista Denny Laine. Quando la canzone fece la sua prima apparizione nell'album omonimo, la canzone fu accreditata a Paul McCartney & Wings, così come nei titoli d'apertura del film. Live and Let Die fu l'ultimo singolo di McCartney prodotto dalla Apple Records accreditato solo agli Wings.
La versione da singolo e da disco erano in disaccordo anche sul compositore: il singolo dava l'autorità a solo a Paul McCartney, mentre l'album sia a Paul che a Linda McCartney. Nel documentario Wingspan del 2001, McCartney rivelò che Linda scrisse la sezione che dice "What Does It Matter To You...".
Dopo gli attentati dell'11 settembre 2001 la canzone fu piazzata nella lista delle canzoni dichiarate inappropriate per Clear Channel.
Nonostante la sua prima pubblicazione nell'LP della colonna sonora del film di James Bond, la canzone non apparve in un album di McCartney fino alla compilation Wings Greatest del 1978.
Live and Let Die fu la prima canzone di James Bond a essere nominata per un Academy Award for Best Original Song (per Paul la seconda nomination e per Linda la prima), ma rimase seconda alla canzone The Way We Were.
Negli spettacoli dal vivo degli Wings, il passaggio strumentale era accompagnato da uno show di luci laser. Paul continua a eseguire la canzone live nei suoi tour, spesso usando spettacoli pirotecnici. Live and Let Die è l'unica canzone che appare in tutti gli album live di McCartney (eccetto l'acustico Unplugged).

## Parodia
- Nel 1984, McCartney chiese a "Weird Al" Yankovic se mai avesse creato una parodia di una delle sue canzoni.[6] Un paio d'anni dopo, Yankovic chiese la licenza di mettere la sua Live and Let Die (dal titolo Chicken Pot Pie) su un album (fu solo un gesto di cortesia, legalmente non aveva bisogno di nessun permesso). McCartney non acconsentì poiché vegetariano, e non voleva promuovere il mangiare carne animale. Yankovic rispettò la decisione,[7] e la eseguì solamente live.
- In Spy Fox 3: Operation Ozone, appare la parodia Live and Let Fry, poiché Spy Fox è una serie parodica di James Bond.

## Formazione
- Paul McCartney – voce, pianoforte
- Linda McCartney – cori, tastiere
- Henry McCullough – chitarra solista
- Denny Laine – cori, basso
- Denny Seiwell – batteria
- Ray Cooper – percussioni
- George Martin – arrangiamento orchestra

## Classifiche
| Classifica (1973) | Posizione massima |
| ----------------- | ----------------- |
| Australia         | 5                 |
| Canada            | 2                 |
| Germania          | 31                |
| Italia            | 14                |
| Norvegia          | 2                 |
| Paesi Bassi       | 29                |
| Regno Unito       | 9                 |
| Stati Uniti       | 2                 |

## Cover
La canzone fu reinterpretata, tra gli altri, dalla big band Stan Kenton nel 1973 e dai Guns N' Roses nel 1991. Anche la cantante Fergie la eseguì per Movies Rock 2007; Geri Halliwell ne registrò una versione e la pubblicò come lato B del singolo Lift Me Up, nel 1999. Billy Joel nel 2014 sull'album tributo a Paul McCartney The Art of McCartney. Live and Let Die compare anche nella colonna sonora del film Shrek terzo.

### Versione dei Guns N' Roses
Live and Let Die fu pubblicata come secondo singolo dall'album Use Your Illusion I, e il terzo contando tutti i singoli di Use Your Illusion. Fu fatto un videoclip nel novembre 1991, che mostra la band mentre la esegue dal vivo; è anche l'ultimo video in cui appare il chitarrista Izzy Stradlin. Raggiunse la top 40 delle classifiche, arrivando al 33º posto nella Billboard Hot 100, e occupò il 20º posto della Mainstream Rock Songs.

#### Tracce
Lato A
1. Live And Let Die (versione LP) – 2:59

Lato B
1. Live And Let Die (live)

#### Formazione
Gruppo
- W. Axl Rose – voce
- Slash – chitarra solista
- Izzy Stradlin – chitarra ritmica
- Duff "Rose" McKagan – basso
- Dizzy Reed – tastiera
- Matt Sorum – batteria

Altri musicisti
- Shannon Hoon – cori
- Johann Langlie – sintetizzatore
- Jon Thautwein – corno
- Matthew McKagan – corno
- Rachel West – corno
- Robert Clark – corno

#### Classifiche
| Classifica (1992)             | Posizione massima |
| ----------------------------- | ----------------- |
| Australia                     | 10                |
| Austria                       | 27                |
| Belgio (Fiandre)              | 20                |
| Finlandia                     | 1                 |
| Francia                       | 39                |
| Germania                      | 33                |
| Irlanda                       | 5                 |
| Italia                        | 22                |
| Norvegia                      | 3                 |
| Nuova Zelanda                 | 1                 |
| Paesi Bassi                   | 13                |
| Regno Unito                   | 5                 |
| Spagna                        | 14                |
| Stati Uniti                   | 33                |
| Stati Uniti (mainstream rock) | 20                |
| Svezia                        | 15                |
| Svizzera                      | 19                |